# بين هاريس (لاعب كرة قاعدة)
بين هاريس (بالإنجليزية: Ben Harris)‏ هو لاعب كرة قاعدة أمريكي، ولد في 17 ديسمبر 1889 في Donelson, Tennessee ‏ في الولايات المتحدة، وتوفي في 1 أبريل 1927 في سانت لويس في الولايات المتحدة.

## وصلات خارجية
- بين هاريس على موقعبيزبول رفرنس.كوم (الدوري الرئيسي) (الإنجليزية)
- بين هاريس على موقعبيزبول رفرنس.كوم (الدوري الثانوي) (الإنجليزية)